# Indianai pi-törvényjavaslat

Goodwin példájában szereplő kör a törvényjavaslat 2. szakaszában leírtak szerint. Átmérője 10, a megadott kerülete „32” (nem 31,4159~); a 90°-os húr hossza „7” (nem 7,0710~)

Az indianai pi-törvényjavaslat az 1897-es indianai közgyűlés 246. törvényjavaslata volt, az egyik leghírhedtebb kísérlet a matematikai igazság törvényhozói rendelettel történő megállapítására. Neve ellenére a törvényjavaslat fő célja az volt, hogy jogszabályba foglaljon egy állítólagos eljárást a körnégyszögesítésre. A törvényjavaslat a kör kerülete és átmérője hányadosának, a π matematikai konstansnak helytelen értékeit feltételezi. A törvényjavaslat, amelyet egy orvos és amatőr matematikus írt, soha nem vált törvénnyé a Purdue Egyetem professzora, C. A. Waldo közbenjárásának köszönhetően, aki történetesen jelen volt a törvényhozásban a szavazás napján.
Már az ókori görögök is gyanították, hogy a körnégyszögesítés, azaz egy adott körrel egyenlő területű négyzet szerkesztése körző és egyélű vonalzó segítségével, lehetetlen. Ezt 15 évvel a törvényjavaslat előtt, 1882-ben Ferdinand von Lindemann be is bizonyította. A π értékének a törvényjavaslat által feltételezettnél jobb közelítései már az ókorban is ismertek voltak.

## Jogalkotási történet

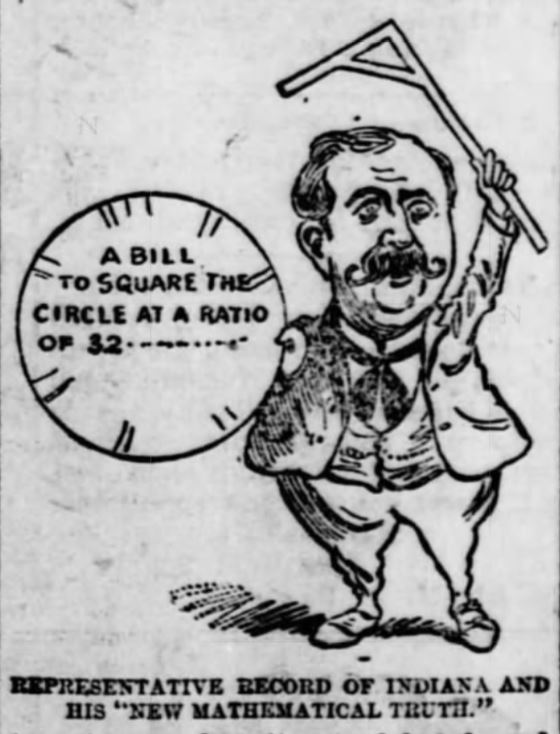
Egy 1897-es politikai karikatúra, amely az indianai pi-törvényjavaslatot gúnyolja ki

1894-ben Edward J. Goodwin (1825 körül – 1902), Indiana állambeli orvos, akit egyes források „Edwin Goodwin”-nek is neveznek, úgy vélte, hogy felfedezte a kör négyszögesítésének módszerét. Javaslatot nyújtott be Taylor I. Recordnak, az állam képviselőjének, aki „Törvényjavaslat egy új matematikai igazság bevezetéséről és annak az oktatáshoz való hozzájárulásáról szóló törvényről, amelyet kizárólag Indiana állam használhat fel ingyenesen, bármilyen jogdíj fizetése nélkül, feltéve, hogy azt az 1897. évi törvényhozás hivatalosan elismeri és elfogadja” címmel terjesztette be a képviselőházba.
A törvényjavaslat szövege egy sor matematikai állításból áll, amelyeket Goodwin korábbi eredményeinek felsorolása követ.
|  | „… a szög harmadolásának, a kockakettőzésnek és a kör négyszögesítésének megoldásait a The American Mathematical Monthly már elfogadta a tudományhoz való hozzájárulásként ... És ne feledjük, hogy ezeket az említett problémákat a tudományos testületek már régen feladták, mint megoldhatatlan rejtélyeket és mint az ember felfogóképességét meghaladó problémákat.” |
|  | |

(Goodwin „megoldásai” valóban megjelentek az American Mathematical Monthlyban, azzal a megjegyzéssel, hogy „megjelentetve a szerző kérésére”.)
A törvényjavaslat nyelvezete és témája az indianai képviselőházban történt ismertetésekor zavart okozott; az egyik képviselő azt javasolta, hogy utalják a Pénzügyi Bizottság elé, de a házelnök elfogadta egy másik képviselő javaslatát, hogy utalják a törvényjavaslatot a Mocsárvidékek Bizottsága elé, ahol a törvényjavaslat „méltó sírra lelhet”. Végül a törvényjavaslatot az Oktatási Bizottsághoz utalták át, amely kedvező jelentést tett róla. 1897. február 6-án a törvényjavaslatot egyszerűsített eljárásban, ellenszavazat nélkül fogadták el.
A törvényjavaslat híre riadalmat váltott ki az Indianapolisban megjelenő német nyelvű Der Tägliche Telegraph című újságból, amely az eseményt kevésbé nézte jó szemmel, mint angol nyelvű versenytársai. Miközben a törvényjavaslat körüli vita lezárult, C. A. Waldo, a Purdue Egyetem professzora Indianapolisba érkezett az Indianai Tudományos Akadémia éves zárszámadása ügyében. Egyik képviselő átadta neki a törvényjavaslatot, felajánlva, hogy bemutatja őt annak a zseninek, aki azt írta. Waldo a találkozástól elzárkózott, mondván, hogy már annyi őrült emberrel találkozott, amennyivel csak akart.
Mire a törvényjavaslat az indianai szenátusba került, már nem foglalkoztak vele ilyen barátságosan, mert Waldo már korábban beszélt a szenátorokkal. Az a szenátusi bizottság, amelynek a törvényjavaslatot kiszignálták (Committee on Temperance – a mértékletes alkoholfogyasztás ügyével foglalkozó bizottság), kedvezően számolt be róla, de a szenátus 1897. február 12-én határozatlan időre elhalasztotta a törvényjavaslatról szóló döntést. Ugyanis a törvényjavaslatot már majdnem elfogadták, de az általános vélemény megváltozott, amikor az egyik szenátor megjegyezte, hogy a közgyűlésnek nincs hatásköre a matematikai igazság meghatározására. A szenátorok egy részét befolyásolta az a hír is, hogy a nagy újságok, például a Chicago Tribune nevetség tárgyává tették a helyzetet.
Az Indianapolis News 1897. február 13-i cikke szerint
|  | „… a törvényjavaslatot bemutatták majd gúny tárgyává tették. A szenátorok rosszízű szóvicceket csináltak belőle, kigúnyolták és nevettek rajta. A móka fél óráig tartott. Hubbell szenátor kijelentette, hogy a szenátusnak, amely napi 250 dollárjába kerül az államnak, nem helyénvaló ilyen komolytalanságra pazarolni az idejét. Elmondta, hogy Chicago és Kelet vezető újságjait olvasva úgy találta, hogy Indiana állam törvényhozása nevetségessé tette magát a törvényjavaslattal kapcsolatban már megtett intézkedéseivel. Úgy vélte, hogy egy ilyen javaslat megvitatása érdemtelen és nem méltó a szenátushoz. A törvényjavaslat határozatlan időre történő elhalasztását indítványozta, és indítványát elfogadták.” |
|  | |

## Matematikai háttér

### A π közelítése
Bár a törvényjavaslat „pi-törvényjavaslat” néven vált ismertté, a szövegében egyáltalán nem szerepel a „pi” név. Úgy tűnik, Goodwin a kör kerülete és átmérője közötti arányt kifejezetten másodlagosnak tekintette fő céljához, a kör négyszögesítéséhez. A 2. szakasz vége felé a következő bekezdés jelenik meg:
|  | „Továbbá, feltárta a húr és a kilencven fokos ív arányát, amely hét a nyolchoz, valamint az átló és a négyzet egyik oldalának arányát, amely tíz a héthez, rávilágítva a negyedik fontos tényre, hogy az átmérő és a kerület aránya ötnegyed a négyhez[.]” |
|  | |

Más szavakkal, {\textstyle \pi ={\frac {4}{1,25}}=3,2}, and {\textstyle {\sqrt {2}}={\frac {10}{7}}\approx 1,429}.

### A kör területe
Goodwin fő célja nem a kör kerületének mérése volt, hanem egy olyan négyzet meghatározása, amelynek területe megegyezik a kör területével. Ismert volt előtte, hogy Arkhimédésznek a kör területére vonatkozó képlete, amely szerint az átmérőt meg kell szorozni a kerület egynegyedével, nem tekinthető a körnégyszögesítés ősi problémája megoldásának.
A feladat ugyanis az, hogy a körrel azonos területű négyzetet csak körző és egyélű vonalzó segítségével kell megszerkeszteni. Arkhimédész nem adott módszert a kerülettel azonos hosszúságú egyenes megszerkesztésére. Goodwin nem volt tisztában ezzel a lényegi követelménnyel; úgy vélte, hogy az archimédeszi képlettel az a probléma, hogy rossz számszerű eredményeket ad; az ősi probléma megoldásának egy „helyes” képlettel való behelyettesítésnek kell lennie. Így hát érvek nélkül javasolta a módszerét:
|  | „Úgy találtuk, hogy a kör területe úgy aránylik a kerület egynegyedével megegyező szakasz négyzetéhez, mint az egyenlő oldalú téglalap területe az oldalszakasz négyzetéhez.” |
|  | |

Az „egyenlő oldalú téglalap” definíció szerint négyzet. Vagyis ezzel azt állítja, hogy egy kör területe megegyezik egy azonos kerületű négyzet területével. Ez az állítás matematikai ellentmondásokat eredményez, amelyekre Goodwin megpróbál válaszolni. Például közvetlenül a fenti idézet után ezt állítja:
|  | „A jelenlegi szabály szerint a kör területének kiszámításánál lineáris egységként használt átmérő teljesen téves, mivel a kör területét egy olyan négyzet területének egy egész egyötödszörösével adja meg, amelynek kerülete megegyezik a kör kerületével.” |
|  | |

A fenti példában szereplő kör esetében az archimédeszi terület (Goodwin által a kerületre és az átmérőre megadott értékeket elfogadva) 80 lenne. Goodwin javasolt szabálya 64 egységnyi területet eredményez.
A Goodwin-szabállyal meghatározott terület a kör valódi területének {\textstyle {\tfrac {\pi }{4}}}-szerese, amit a pi-törvénytervezet számos ismertetésében úgy értelmeznek, mint azt az állítást, hogy π=4, de a törvényjavaslatban nincs bizonyíték arra, hogy Goodwin ilyen állítást szándékozott volna tenni. Ő maga többször is tagadta, hogy a kör területének bármi köze lenne az átmérőjéhez.

## Fordítás
- Ez a szócikk részben vagy egészben  az   Indiana pi bill című angol Wikipédia-szócikk ezen változatának fordításán alapul.  Az eredeti cikk szerkesztőit annak laptörténete sorolja fel. Ez a jelzés csupán a megfogalmazás eredetét és a szerzői jogokat jelzi, nem szolgál a cikkben szereplő információk forrásmegjelöléseként.